# アリソン・サイダー
アリソン・サイダー（Alison Sydor、1966年9月9日 - ）は、カナダ、エドモントン出身の女子自転車競技選手。

## 来歴
オリンピックは4大会連続出場、世界選手権自転車競技大会では、マウンテンバイクレースのクロスカントリー(XC)で3度世界一を記録した。また現在も現役を続けている息の長い選手として知られる。
1990年
- カナダ選手権
  - 個人ロードレース 優勝
- ツール・ド・おきなわ 2位

1991年
- カナダ選手権
  - 個人ロードレース 優勝
- ロードレース世界選手権
  - 個人ロードレース 3位

1992年
- ロードレース世界選手権
  - 個人ロードレース 2位

1993年
- カナダ選手権
  - 個人ロードレース 優勝

1994年
- マウンテンバイク世界選手権
  -  XC 優勝
- コモンウェルスゲームズ
  - 団体ロードレース(TTT) 3位
  - XC 3位
- カナダ選手権
  - 個人ロードレース 優勝
  - XC 優勝

1995年
- マウンテンバイク世界選手権
  -  XC 優勝
- カナダ選手権
  - XC 優勝

1996年
- マウンテンバイク世界選手権
  -  XC 優勝
- カナダ選手権
  - XC 優勝
- アトランタオリンピック
  -  XC 2位

1997年
- UCIマウンテンバイクワールドカップ XC 総合2位

1998年
- UCIマウンテンバイクワールドカップ XC 総合優勝
- マウンテンバイク世界選手権
  - XC 3位

1999年
- UCIマウンテンバイクワールドカップ XC 総合優勝
- マウンテンバイク世界選手権
  - XC 2位

2000年
- マウンテンバイク世界選手権
  - XC 2位

2001年
- マウンテンバイク世界選手権
  - XC 2位

2003年
- マウンテンバイク世界選手権
  - XC 2位

2004年
- マウンテンバイク世界選手権
  - XC 3位